# Coll de Bas
El Coll de Bas és una obra de la Vall d'en Bas (Garrotxa) protegida com a bé cultural d'interès local.

## Descripció
És un edifici civil de petites dimensions amb teulada a dos vessants i orientat a nord. Aquesta masia està adequada a la topografia del terreny i una pujada ha estat feta amb la mateixa pedra de la zona. Hi ha diferents cossos i petites quadres, ja que la masia és ramadera. L'edifici està sostingut per contraforts. Davant la casa i completant l'explotació hi ha cabanes i un petit paller.